# Jean Fourié
Pour les articles homonymes, voir Fourié.
Jean Fourié est un écrivain et militant associatif français né en 1944.

## Biographie
Né le 20 novembre 1944 à Espéraza, Jean Fourié est embauché au siège parisien de la Caisse des dépôts et consignations, et s'établit à Sucy-en-Brie puis Choisy-le-Roi.
Il devient en 1974 secrétaire général de la Société des félibres de Paris, fonction dans le cadre de laquelle il participe chaque année à l'organisation de la félibrée de Sceaux. Il en est président en 1989. Représentant de l'organisation méridionale auprès de l'association Défense et promotion des langues de France, il est élu majoral du Félibrige en 1987,. Il collabore par ailleurs à diverses revues comme La France latine, Lou Felibrige, L'Aude à Paris ou Prouvènço d'aro.
Revenu dans le Midi à l'orée du deuxième millénaire, il prend en 2011 la tête de l'Institut d'études occitanes de l'Aude, et préside l'Escòla Occitana depuis cette même année.
Il est adjoint au maire de sa commune natale jusqu'en 2015.
En 2022, il reprend la présidence de l'Académie de Carcassonne.

## Production littéraire et intellectuelle
On a de lui en 1975 une étude sur Émile Barthe et les écrivains biterrois d'expression occitane, qualifiée de « document de valeur et de grand intérêt ».
En 1987, il donne en deux volumes une histoire du « Félibrige parisien », au travers principalement de celle de la Société des félibres de Paris, mais aussi d'autres groupes languedociens, béarnais ou auvergnats. Jean Fay estime ce travail « on ne peut plus intéressant et documenté ».
Après divers autres travaux d'érudition, consacrés cette fois-ci à la vie littéraire audoise, il se fait remarquer par les bibliographies annuelles qu'il publie dans Lou Felibrige, issues du dépouillement de quarante-quatre publications, et surtout par le Dictionnaire des auteurs de langue d'oc de 1800 à nos jours, paru une première fois en 1994. Ce travail, sans précédent jusqu'alors, répertorie 1800 auteurs de 1800 à 1993. Il est jugé par Christian Bonnet comme « la plus remarquable bibliographie littérature parue, dans ce domaine », depuis des travaux voisins remontant aux années 1970. Il parie qu'il « fera référence », tandis que Jean-Marc Courbet pense qu'il « s'imposera ».
Il connaît une réédition augmentée à l'enseigne du Félibrige en 2012, laquelle se voit à son tour accoler un supplément en 2020.
Également poète, il a été primé neuf fois par l'Académie des jeux floraux. En 1988 il fait paraître un premier recueil, Al camin del temps, marqué selon René Jouveau par « un grand amour du monde » et « le sentiment d'une sorte de mystère » diffus, sentiments exprimés de façon « on ne peut plus heureuse ». En 1997 il fait de même avec Coma s'èra ièr.

## Ouvrages
- Émile Barthe et les écrivains biterrois d'expression occitane, Paris, Amis de la langue d'oc, 1975 (BNF 34578873).
- Diccionari de la literatura occitana audenca (préf. Serge Garnier), Béziers, Centre international de documentation occitane, 1982  (ISBN 2-901191-15-0).
- Contribution à l'histoire du Félibrige parisien, 2 vol., Paris, Amis de la langue d'oc, 1987 :
  - Le Félibrige parisien durant l'entre-deux-guerres (1918-1940) (préf. Marcel Decremps) ;
  - Le Félibrige parisien après la Deuxième Guerre mondiale (1944-1976).
- Al camin del temps, IEO de l'Aude, 1988.
- Coma s'èra ièr, Puylaurens, Institut d'études occitanes, 1997  (ISBN 2-85910-225-6).
- Espéraza : essai historique, Amis du musée de la Chapellerie et du vieil Espéraza, 2002 (BNF 38932368).
- Dictionnaire des auteurs de langue d'oc, Paris, Amis de la langue d'oc, 1994  (ISBN 2-900062-05-5)  — nouvelle édition en 2009, dotée à son tour d'un supplément en 2020.

## Prix
- Prix Auguste-Fourès 1975[15].
- Premier prix de poésie aux jeux floraux de Sceaux en 1981[3].
- Maître en gai savoir du Félibrige en 1983[3].
- Médaille d'argent de Florian en 1984[16], grand or en 2002[17].
- Prix Paul-Froment 2007.